# مركز شباب عقبة جبر
مركز شباب عقبة جبر الاجتماعي، هو نادي رياضي فلسطيني، تأسس عام 1954م في مخيم عقبة جبر التابع لمحافظة أريحا، وهو مؤسسة طوعية غير ربحية وغير حكومية مختصة في الشؤون الشبابية والثقافية والرياضية والاجتماعية، وبرامج الفتيان. أسسته وكالة الغوث الدولية في أوائل الخمسينات لتوفير منفى للشباب بعد الظروف الصعبة التي عاشها اللاجئون الفلسطينيون بعد النكبة.

## البنية التحتية والمرافق
يتمتع المركز بمقر رئيسي يمتد على مساحة 950 متر مربع، يحتوي على مكاتب للإدارة وقاعة اجتماعات ومرافق صحية، بالإضافة إلى قاعات تدريب للياقة البدنية بكامل المواصفات وقاعة لتدريب تنس الطاولة. تحظى حديقة المركز والكافيتيريا بإقبال كبير، مما يساهم في تحقيق دخل ثابت للمركز.

## النشاطات الرياضية والثقافية
تأتي الرياضة في صدارة اهتمامات المركز، حيث يُلاحَظ نشاطًا ملحوظًا في مجالات مختلفة. يُعنى الفريق الأول لكرة القدم بتدريباته بشكل منتظم، ويتمتع بدعم إدارة المركز بتوفير جميع الإمكانيات لضمان تقديمهم لأداء متميز. وتهتم الإدارة أيضًا بتنظيم مباريات ودية بانتظام لتعزيز التفاعل الرياضي وتجاوز التحديات التي يواجهها الفريق.
تأتي الفعاليات الثقافية والفنية في مركز عقبة جبر على رأس الأولويات، حيث شُكِّلت فرقة الياسر للفنون الشعبية، التي تشارك بنجاح في المناسبات الوطنية.